# Res Roma
S.S.D. Res Roma – włoski klub piłki nożnej kobiet, mający siedzibę w stolicy kraju, mieście Rzym.

## Historia
Chronologia nazw:
- 2003: Res Blu 92 S.r.l.
- 2006: A.S.D. Res Roma
- 2015: S.S.D. Res Roma a.r.l.

Klub piłkarski Res Blu 92 S.r.l. został założony w mieście Rzym w 2003 roku. W 2003 zespół startował w Serie C Lazio. W czerwcu 2006 zmienił nazwę na A.S.D. Res Roma. W sezonie 2006/07 zwyciężył w Serie C Lazio i zdobył promocję do Serie B. W sezonie  2010/11 zajął drugie miejsce w grupie C i awansował do Serie A2. W 2013 po zajęciu pierwszego miejsca w grupie D debiutował w Serie A. W 2015 przyjął obecną nazwę S.S.D. Res Roma a.r.l.. Latem 2018 sprzedał swój tytuł sportowy (miejsce w Serie A) klubowi AS Roma i w sezonie 2018/19 startował w regionalnej Eccellenza Lazio (IV poziom).

## Sukcesy

### Trofea międzynarodowe
Nie uczestniczył w rozgrywkach europejskich (stan na 01-01-2017).

### Trofea krajowe
| \| \| Zdobyte trofea w rozgrywkach Włoch (stan na: 31-05-2018) \| |                                                          |      |                   |
| Rozgrywki                                                         | Osiągnięcie                                              | Razy | Sezon(y)          |
| Mistrzostwo                                                       | I miejsce                                                | 0    |                   |
| Mistrzostwo                                                       | II miejsce                                               | 0    |                   |
| Mistrzostwo                                                       | III miejsce                                              | 0    |                   |
| Mistrzostwo                                                       | 5.miejsce                                                | 1    | 2016/17           |
| Puchar                                                            | zdobywca                                                 | 0    |                   |
| Puchar                                                            | finalista                                                | 0    |                   |
| Puchar                                                            | półfinalista                                             | 2    | 2013/14, 2014/15  |
| Superpuchar                                                       | zdobywca                                                 | 0    |                   |
| Superpuchar                                                       | finalista                                                | 0    |                   |
| II liga                                                           | I miejsce                                                | 1    | 2012/13 (grupa D) |
| II liga                                                           | II miejsce                                               | 1    | 2011/12 (grupa D) |
| II liga                                                           | III miejsce                                              | 0    |                   |
| Włochy                                                            | Zdobyte trofea w rozgrywkach Włoch (stan na: 31-05-2018) |      |                   |

- Serie C (III poziom):
  - mistrz (1): 2014/15 (gr. Lombardia)

- Campionato Primavera:
  - mistrz (2): 2014/15, 2015/16

- Coppa Italia Serie C Lazio:
  - zdobywca (1): 2005/06

- Coppa Lazio:
  - zdobywca (2): 2003/04, 2005/06

## Stadion
Klub rozgrywa swoje mecze domowe na stadionie Centro Sportivo Maurizio Basili w Rzymie, który może pomieścić 1000 widzów.